# HMS Royal Oak (1916)

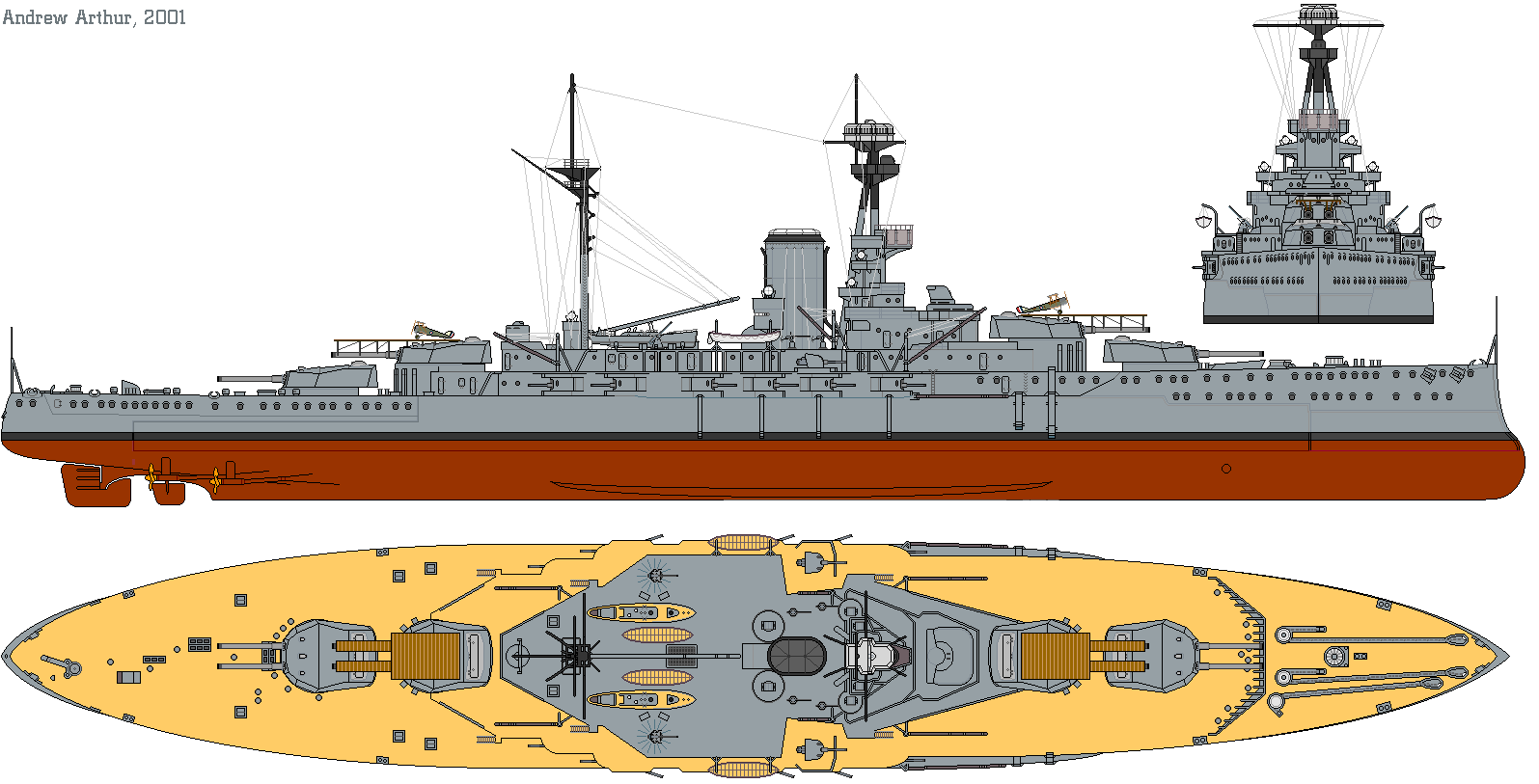
Tekening Revengeklasse

HMS Royal Oak was een slagschip van de Royal Navy. Ze werd tot zinken gebracht door de Duitse onderzeeboot U-47 op 14 oktober 1939.
De Royal Oak was een van de vijf slagschepen van de Revengeklasse. De schepen van deze klasse zijn alle gebouwd tijdens de Eerste Wereldoorlog voor de Britse marine. De Royal Oak werd in 1914 tewatergelaten en in 1916 werd het schip in dienst gesteld. Ze werd opgenomen in de Grand Fleet en nam deel in de zeeslag bij Jutland. Na de oorlog werd ze ingezet in de Britse wateren, in de Middellandse Zee en op de Atlantische Oceaan. Ondanks diverse aanpassingen bleef het schip traag en ze was bij de aanvang van de Tweede Wereldoorlog niet meer geschikt voor een actieve rol.
In 1939 lag ze in de rede van Scapa Flow. Op 14 oktober 1939 werd ze getorpedeerd door de Duitse onderzeeboot U 47. Het schip zonk en 835 bemanningsleden kwamen om het leven. Het verlies was een klap voor het Britse moreel. Commandant Prien vertrok uit het gebied en de onderzeeboot keerde op 23 oktober terug in Kiel en kreeg een heldenontvangst. Een dag na de aanval arriveerde een blokschip dat bestemd was voor de opening waar de U 47 doorheen was geglipt.
Het wrak van de Royal Oak is een officieel oorlogsgraf. Ieder jaar vindt een herdenking plaats. Het schip ligt in 30 meter diep water en alleen duikers met toestemming mogen de locatie bezoeken. 